# Domenico Cresti
Domenico Cresti ou Crespi, dit le Passignano (Passignano, quartier de Tavarnelle Val di Pesa en Toscane, en janvier 1559 - Florence, 17 mai 1638), est un peintre italien du maniérisme tardif.

## Biographie
Domenico Cresti se forme à Florence avec Giovanni Battista Naldini et Girolamo Macchietti.
Entre 1581 et 1589, il voyage à Rome et à Venise, où il reste sous l'influence du Tintoret. Il y travaille abondamment, même si son style semble distinct de la mode dominante à l'époque dans les États pontificaux. On trouve certaines de ses œuvres à Saint-Pierre de Rome et à Sainte Marie Majeure.
À Venise, il accompagne Federigo Zuccaro comme assistant en prévision de la finition des fresques de Giorgio Vasari pour la coupole de Santa Maria del Fiore de Florence.
Son style est semblable à celui de Bernardino Poccetti, caractérisé par un dessin net et une couleur vive. Réputé pour sa rapidité, il est possible aussi que cette hâte soit la cause de la disparition de beaucoup de ses fresques.
Il participe à la décoration de la galerie de la Casa Buonarroti à Florence dont il est l'auteur de la scène la plus fameuse du cycle dédié à la mémoire de Michelangelo Buonarroti : Michel-Ange présente la maquette de Saint-Pierre à Paul IV.
A Florence, il influençe Francesco Furini à ses débuts. Il est l'un des maitre de Cesare Dandini.

## Œuvres

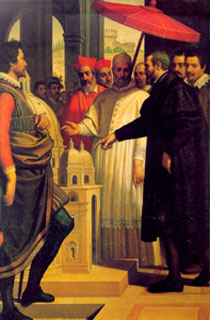
Michel-Ange présente la maquette de Saint-Pierre à Paul IV, Casa Buonarroti, Florence.

- Nativité, Cathédrale Saint-Martin de Lucques
- Fresques dans l'église San Frediano de Pise
- Fresques du piano nobile de la Villa Medicea di Artimino
- Portrait de Galilée, celui de Michel-Ange.
- Prédication de Saint Jean Baptiste dans l'église de San Michele Visdomini.
- Funérailles d'Antonin de Florence dans la chapelle Salviati de San Marco,
- Fresques à la chapelle Saint Jean Gualbert, église de la Sainte Trinité
- Ganymède, Université d'Oklahoma, Fred Jones Jr. Museum of Art (en)
- Allégorie de la Chasteté,
- Le Banquet de mariage du Grand-duc Ferdinand Ier de Médicis (1590)
- Abel et Caïn (1620-1638), huile sur toile, 139,5 x 105,5 cm, musée des Beaux-Arts d’Orléans[2]
- Notre Dame des ondes (1630), Cathédrale Saint-Jean, Besançon
- San Sebastiano condotto al Sepolcro, 1602, Musée de Capodimonte, Naples
- Autoportrait, XVIIe siècle, peinture à l'huile sur toile, 58,5 × 43,5 cm, Musée des Offices[3].
- Personnage agenouillé et esquisse d'un homme nu vu à mi-corps, sanguine, H. 0,408 ; L. 0,249 m, Beaux-Arts de Paris[4]. Verso : étude d'homme à la pierre noire et à la sanguine. Ce dessin est représentatif de la pratique florentine du travail en atelier d'après le modèle vivant qui tient la pose retenue par le peintre pour sa composition. Le verso est à rapprocher du verso de l'Etude d'homme agenouillé de Passignano conservée à l'Ecole des Beaux-Arts. Il pourrait s'agir d'une première pensée pour un Martyre de saint Calliste[5].